# 최윤겸
최윤겸(崔允謙, 1962년 4월 21일~)은 대한민국의 전 축구 선수 및 현 축구 지도자로 현역 시절 제주 SK에서 수비수로 활약했으며 심판의 어떤 불리한 판정이 나와도 감정을 정리하고 예의를 갖춰 '그라운드의 신사'라는 별명을 얻었다.

## 학력
- 대전신흥초등학교
- 대전체육중학교
- 홍주고등학교
- 인천대학교
- 인하대학교 대학원

## 선수 경력

### 구단 경력
1986년 유공 코끼리에서 데뷔하여, 1992년까지 몸담은 뒤 은퇴하였다. 1989년 유공의 K리그 첫 우승에 큰 공헌을 하였다.

### 국가대표팀 경력
1987년 6월 10일 대통령배 국제 축구 대회에서 이집트와의 경기에서 뛰었지만, 당시 노태우가 대통령에 당선되면서 마산시에서 시위가 벌어지자 이를 진압하는 과정에서 경찰이 사용한 최루탄 가스로 인해 경기가 중단되어 A매치 데뷔전으로 기록되지 못하였다. 1987년 6월 14일 같은 대회에서 태국과의 경기에서 A매치 데뷔전을 치렀다.

## 지도자 경력
1992년에 은퇴한 후 1994년까지 유공 코끼리에서 트레이너로 활동하였고, 1995년 코치로 승격하였다.
2001년 8월 시즌 도중 조윤환 감독이 성적 부진으로 물러나자 감독 대행을 맡았고, 한 달 뒤 정식 감독으로 승격하였다. 하지만 2002년 8월 구단에서 트나즈 트르판 감독을 영입하며 최윤겸에게 터키 연수를 제의하자, 이에 반발하여 구단과 결별하였다.
2003년 1월 대전 시티즌의 감독에 선임되어 2004년 삼성 하우젠 컵 준우승을 차지하는 돌풍을 일으킨 뒤, 2005년 1월 3년 재계약에 합의하였다. 하지만 2007년 3월 이영익 코치를 폭행하여 중상을 입힌 불미스런 사건을 일으켜 사임 의사를 표명하였지만, 구단 측에서 6개월 감봉의 징계를 내린 뒤 이영익 코치와 화해시켜 일단락되었다. 하지만 2007년 6월 폭행 혐의로 이영익 코치에 의해 피소되었고, 결국 이영익 코치와 함께 구단에서 해임되었다. 이에 최윤겸은 대전 구단 홈페이지에 사과문을 올렸고, 2007년 11월 대전지방법원에서 징역 1년 및 집행유예 2년, 축구교실 사회봉사 80시간의 처벌을 받았다.
2008년 7월 터키 수페르리그 2부 팀인 차이쿠르 리제스포르의 연수 코치로 입단하였고, 2008년 10월 터키 수페르리그 1부의 트라브존스포르로 옮겨 활동하다 2009년 5월 국내로 복귀하였다. 이후 2011년 10월 V-리그 팀인 호앙아인 잘라이의 감독을 맡다가 2014년 12월 강원 FC의 감독으로 선임됐다.
2016년 9월 24일 대구 FC전을 통해 강원 감독 부임 이후 72번째 경기를 소화하면서 강원 구단 역사상 리그 최다 지휘를 기록하였다.
2016년 K리그 9월 이달의 감독에 선정되었다.
리그에서 최종 4위를 거두며 플레이오프 진출을 확정지었고, 부산 아이파크와 부천 FC 1995를 차례로 꺾으며 성남 FC와의 승강 플레이오프에 진출하였고, 강릉종합운동장에서 열린 1차전에서는 0:0으로 비겼고, 탄천종합운동장에서 열린 2차전서 역시 1:1로 비겼으나, 원정다득점원칙에 의해 강원의 1부리그로 승격을 이끌었다.
2017년 8월 14일 성적 부진을 이유로 감독직에서 사임하였으며, 12월 11일 부산 아이파크 감독직에 취임하였다. 하지만 차영환이 상주에 입대하고, 임상협이 수원 삼성 블루윙즈로 이적하는 등, 부산 부임 첫 해부터 시험대에 오르고 있다. 하지만 2018 시즌에 부산이 2017 시즌에 이어 또다시 K리그1 승격에 실패하자 책임을 통감하고 사임한 후, 조덕제에게 감독직을 넘겼다.
2019년 5월 3일 조성환의 뒤를 이어서 제주 유나이티드 FC의 감독으로 부임하면서 17년만에 친정 팀으로 컴백했다. 그러나 친정 팀 제주의 강등에 책임을 지고 2019 시즌 후 사퇴했으며, 남기일에게 감독직을 넘겼다.
그 후, 2023 시즌을 앞두고 충북 청주 FC의 감독으로 부임하였다.

## 개인사
최윤겸의 차남인 최민호는 가수이며, 현재 아이돌 그룹인 샤이니의 멤버로 활동하고 있다.
2015년 11월 22일 원주종합운동장에서 펼쳐진 서울 이랜드 FC와의 강원 홈 경기에 민호가 방문해 하프타임 이벤트에 참여하기도 하였다.
2017년에는 샤이니의 일본 팬들이 단체로 강원 FC의 연간 회원권을 구매하기도 하였다.

## 수상

### 개인
- 1989년 K리그 베스트 11 선정
- 2016년 K리그 챌린지 9월의 K리그 감독상

### 구단

#### 유공 코끼리
- K리그 우승 1회 (1989년)

### 감독

#### 대전 시티즌
- 삼성 하우젠 컵 준우승 1회 (2004년)